# Motiva
Motiva est une entreprise publique dont la mission est de favoriser l'utilisation efficace et durable de l'énergie et des matériaux en Finlande. 

## Présentation
Ses clients comprennent les secteurs public et privé. 
Le groupe Motiva comprend également Motiva Services Ltd qui fournit aux entreprises et aux sociétés des services de conseil en efficacité énergétique et gère le Cygne blanc et l'écolabel européen en Finlande.
L'entreprise est sous la tutelle du Cabinet du Premier ministre. Motiva Oy et Motiva Services Ltd avaient un effectif combiné d'environ 60 personnes en mai 2017 et un chiffre d'affaires net d'environ 8,16 millions d'euros en 2015.